# Jimmy Somerville
Jimmy Somerville (Glasgow, 22 de junho de 1961) é um cantor e compositor pop escocês. Na década de 1980, foi vocalista dos grupos Bronski Beat e The Communards, e também teve carreira solo. Particularmente conhecido por sua voz em falsete, assumiu-se publicamente gay durante um período de intenso debate sobre os direitos LGBT no Reino Unido.

## Biografia

### Bronski Beat
Em 1983, ele formou o trio de synthpop Bronski Beat, juntamente com Steve Bronski e Larry Steinbachek, em Brixton, Londres. Era uma banda com temática abertamente homossexual, assim como Jimmy, o que ficou bem claro tanto em "Smalltown Boy", single de estreia do trio, quanto no álbum de estreia, The Age of Consent ("A Idade de Consentimento", uma referência ao fato de, em vários países, as idades de consentimento para relações homossexuais ser diferente da idade para relações heterossexuais).

### The Communards
Após deixar a banda Bronski Beat, em 1985, Jimmy formou, com o pianista clássico Richard Coles, o duo The Communards. Os maiores sucessos da dupla foram "Don't Leave Me This Way", em dueto com Sarah-Jane Morris, "So Cold The Night" e "Never Can Say Goodbye", cover dos Jackson 5, inspirada na versão da diva disco Gloria Gaynor, e "Hold On Tight", as duas últimas fazendo parte do álbum Red. A dupla se desfez em 1988.

### Carreira solo
Após o fim do The Communards, Jimmy seguiu uma carreira solo. Seus maiores sucessos são: "You Make Me Feel (Mighty Real)" (clássico do cantor disco Sylvester), "To Love Somebody" (cover do trio The Bee Gees) e "Heartbeat". Em 2005, lançou o álbum Home Again.
Em Maio de 2009, lançou o álbum Suddenly Last Summer exclusivamente em versão digital. Em Maio de 2010, lançou no Reino Unido, uma edição limitada de 3 000 cópias, em suporte CD/DVD.

## Discografia
- Read My Lips (1989)
- Dare To Love (1995)
- Manage The Damage (1999)
- Root Beer (2000)
- Home Again (2005)
- Suddenly Last Summer (2009)